# Hoplopyga liturata
Hoplopyga liturata är en skalbaggsart som beskrevs av Olivier 1789. Hoplopyga liturata ingår i släktet Hoplopyga och familjen Cetoniidae. Inga underarter finns listade i Catalogue of Life.